# Milan Bešlić
Milan Bešlić (Slavonski Brod, 1953.), hrvatski likovni i književni kritičar i esejist. Živi i radi u Zagrebu. Piše za Vijenac.

## Životopis
Rođen je 1953. godine u Slavonskom Brodu. Podrijetlom je iz Sinja. Završio je Filozofski fakultet Sveučilišta u Zagrebu. Piše u novinama, stručnim časopisima i elektroničkim medijima. Autorski je priredio više od stotinu izložbi suvremenih hrvatskih umjetnika u muzejima i galerijama u Hrvatskoj i inozemstvu te za njih napisao kataloške tekstove, predgovore i studije. Autor je dokumentarnih filmova o hrvatskim slikarima, kiparima i književnicima u produkciji HRT-a. Napisao je i knjigu Oltar hrvatske domovine o istoimenom kiparskom djelu Kuzme Kovačića, autori fotografije Nino i Goran Vranić. S talijanskim likovnim kritičarom i pjesnikom Giorgiom Segatom potpisuje monografsku knfigujordan 2009. godine. Autor je i Jordanove retrospektivne izložbe u Modernoj galeriji u Zagrebu 2010./2011..godine i monografske knjige Butala 2011. godine. Napisao monografije o Kuzmi Kovačiću i dr.